# Чу Хьон Чон
Чу Хьон Чон (кор. 주 현정, 3 травня 1982) — південнокорейська лучниця, олімпійська чемпіонка.

## Виступи на Олімпіадах
| Олімпіада  | Дисципліна | Місце |
| ---------- | ---------- | ----- |
| Пекін 2008 | особисті   | 7     |
| Пекін 2008 | командні   | 1     |